# Nicolás Canales
Nicolás Sebastián Canales Calas (Santiago, Región Metropolitana de Santiago, Chile, 27 de junio de 1985) es un exfutbolista chileno. Jugaba en la posición de delantero.

## Trayectoria
Formado en las divisiones inferiores de la Universidad de Chile  debutando en el Apertura 2003 teniendo poca continuidad para luego salir campeón en el Apertura 2004 y obtener un subcampeonato en el Clausura 2005, pero nunca tendría la continuidad deseada por lo cual a comienzos del 2006 ficha por el Benfica B.
En el equipo "B" del Benfica no tendría un gran protagonismo pese a marcar goles por lo cual para el siguiente semestre lo envían a préstamo al Gondomar Sport Clube de la Liga de Honra donde se destaparía con goles llamando la atención del CFR Cluj de Rumania quienes pagarían 450.000 Euros, pero aquí solo lograría jugar un partido.
Debido a su poca continuidad para el 2008 regresa a Chile para jugar a préstamo por Unión Española donde tendría una mala campaña tanto a nivel personal como de club, llegando a tener graves problemas con su técnico, Jorge Garcés, por lo cual para el 2009 llegaría a Cobresal donde comenzaría a destacar a nivel local, al nivel de ser considerado como posible refuerzo de destacados equipos latinoamericanos.
Para 2010, fue transferido a Palestino, donde se convertiría en el goleador del club y destacando torneo a torneo lo que lo llevaría a regresar al extranjero para mediados del 2012 fichando por el Neftchi Baku de la Liga Premier de Azerbaiyán. Hizo su debut oficial en una UEFA Champions League contra Zestafoni el 17 de julio donde anotó el tercer gol de la victoria en casa por 3-0. Además logró clasificarse junto a su club a la Fase de grupos de la Liga Europea de la UEFA, instancia en que su club nunca había estado y siendo este el mayor logro del Neftchi Baku PFK en torneos internacionales oficiales de la UEFA. En la edición 2012-13 de la Liga Premier de Azerbaiyán, jugó en 31 partidos y marcó 26 goles, ayudando a su equipo a ganar la Liga Premier de Azerbaiyán y convirtiéndose en el máximo goleador del campeonato. También ganó la Copa de Azerbaiyán en la edición 2012-13 jugando cinco partidos y anotando un gol en la competición.
El 13 de agosto de 2013, regresó a Chile para Colo-Colo de la Primera División de Chile, el eterno rival de su club formador, pero tendría un torneo marcado por las lesiones por lo cual finalizado el Apertura parte a préstamo al Santiago Wanderers Para la temporada 2014-15,, regresa al Neftchi Baku PFK. En septiembre de 2015, firma por el Krylia Sovetov de la Liga Premier de Rusia. Luego de jugar varios partidos por el equipo sub-21, sin jugar por el primer equipo, fue despedido en diciembre de 2015.
En febrero de 2016, regresó al Neftchi Baku PFK para una tercera etapa, que duró un semestre. En julio del mismo año, ficha por el FC Okzhetpes Kokshetau de la Primera División de Kazajistán.
En febrero de 2017, llega como refuerzo a Deportes Temuco. Tras una paupérrima campaña en lo individual, con tan solo un gol convertido, rescinde contrato ante una oferta del exterior. Esta oferta desde el exterior nunca llegó, por lo que en enero de 2018 se anuncia su fichaje en Rangers, equipo que intentará buscar el ascenso a la Primera División de Chile, con su aporte goleador. Sin lograr el ascenso, se retiró a fines de temporada.

## Selección nacional
Luego en 2012 daría el salto a la selección adulta debutando en la derrota por 2-0 ante Paraguay el 15 de febrero de 2012.

### Participaciones en Sudamericanos Sub-20
| Sudamericano                | Sede     | Resultado    | Goles |
| --------------------------- | -------- | ------------ | ----- |
| Sudamericano Sub-20 de 2005 | Colombia | Cuarto lugar | 5     |

### Participaciones en Copas del Mundo
| Mundial                     | Sede         | Resultado        | PJ |
| --------------------------- | ------------ | ---------------- | -- |
| Copa Mundial Sub-20 de 2005 | Países Bajos | Octavos de final | 4  |

### Partidos internacionales
| 1     | 15 de febrero de 2012 | Estadio Feliciano Cáceres, Luque, Paraguay | Paraguay   | 2-0 | Chile |   |  | Claudio Borghi | Amistoso |
| Total | Total                 | Total                                      | Presencias | 1   | Goles | 0 |  |                |          |

| Selección chilena | Selección chilena | Selección chilena |
| Año               | Partidos          | Goles             |
| ----------------- | ----------------- | ----------------- |
| 2012              | 1                 | 0                 |
| Total             | 1                 | 0                 |

## Estadísticas
| Club                         | Div.          | Temporada     | Liga  | Liga  | Copas nacionales | Copas nacionales | Torneos internacionales | Torneos internacionales | Total | Total |
| Club                         | Div.          | Temporada     | Part. | Goles | Part.            | Goles            | Part.                   | Goles                   | Part. | Goles |
| ---------------------------- | ------------- | ------------- | ----- | ----- | ---------------- | ---------------- | ----------------------- | ----------------------- | ----- | ----- |
| Universidad de Chile · Chile | 1.ª           | 2003          | 5     | 0     | —                | —                | —                       | —                       | 5     | 0     |
| Universidad de Chile · Chile | 1.ª           | 2004          | 13    | 0     | —                | —                | —                       | —                       | 13    | 0     |
| Universidad de Chile · Chile | 1.ª           | 2005          | 2     | 0     | —                | —                | —                       | —                       | 2     | 0     |
| Universidad de Chile · Chile | Total club    | Total club    | 20    | 1     | 0                | 0                | 0                       | 0                       | 20    | 1     |
| Benfica B Portugal           | 2.ª           | 2006          | 12    | 3     | —                | —                | —                       | —                       | 12    | 3     |
| Benfica B Portugal           | Total club    | Total club    | 12    | 3     | 0                | 0                | 0                       | 0                       | 12    | 3     |
| Gondomar Portugal            | 2.ª           | 2006-07       | 26    | 8     | —                | —                | —                       | —                       | 26    | 8     |
| Gondomar Portugal            | Total club    | Total club    | 26    | 8     | 0                | 0                | 0                       | 0                       | 26    | 8     |
| CFR Cluj · Rumania           | 1.ª           | 2007          | 1     | 0     | —                | —                | —                       | —                       | 1     | 0     |
| CFR Cluj · Rumania           | Total club    | Total club    | 1     | 0     | 0                | 0                | 0                       | 0                       | 1     | 0     |
| Unión Española · Chile       | 1.ª           | 2008          | 18    | 3     | —                | —                | —                       | —                       | 18    | 3     |
| Unión Española · Chile       | Total club    | Total club    | 18    | 3     | 0                | 0                | 0                       | 0                       | 18    | 3     |
| Cobresal · Chile             | 1.ª           | 2009          | 23    | 13    | —                | —                | —                       | —                       | 23    | 13    |
| Cobresal · Chile             | Total club    | Total club    | 23    | 13    | 0                | 0                | 0                       | 0                       | 23    | 13    |
| Palestino · Chile            | 1.ª           | 2010          | 29    | 13    | 1                | 0                | —                       | —                       | 30    | 13    |
| Palestino · Chile            | 1.ª           | 2011          | 30    | 16    | —                | —                | —                       | —                       | 30    | 16    |
| Palestino · Chile            | 1.ª           | 2012          | 15    | 5     | —                | —                | —                       | —                       | 15    | 5     |
| Palestino · Chile            | Total club    | Total club    | 75    | 34    | 1                | 0                | 0                       | 0                       | 76    | 34    |
| Neftchi Baku Azerbaiyán      | 1.ª           | 2012-13       | 31    | 26    | 5                | 1                | 12                      | 3                       | 48    | 30    |
| Neftchi Baku Azerbaiyán      | Total club    | Total club    | 31    | 26    | 5                | 1                | 12                      | 3                       | 48    | 30    |
| Colo-Colo · Chile            | 1.ª           | 2013-14       | 7     | 3     | 1                | 0                | —                       | —                       | 8     | 3     |
| Colo-Colo · Chile            | Total club    | Total club    | 7     | 3     | 1                | 0                | 0                       | 0                       | 8     | 3     |
| Santiago Wanderers · Chile   | 1.ª           | 2013-14       | 12    | 2     | —                | —                | —                       | —                       | 12    | 2     |
| Santiago Wanderers · Chile   | Total club    | Total club    | 12    | 2     | 0                | 0                | 0                       | 0                       | 12    | 2     |
| Neftchi Baku Azerbaiyán      | 1.ª           | 2014-15       | 0     | 0     | 0                | 0                | 0                       | 0                       | 0     | 0     |
| Neftchi Baku Azerbaiyán      | Total club    | Total club    | 0     | 0     | 0                | 0                | 0                       | 0                       | 0     | 0     |
| Total carrera                | Total carrera | Total carrera | 225   | 93    | 6                | 1                | 12                      | 3                       | 243   | 97    |
| 1. 2. 3.                     |               |               |       |       |                  |                  |                         |                         |       |       |

## Palmarés

### Campeonatos nacionales
| Título             | Club                 | País       | Año     |
| ------------------ | -------------------- | ---------- | ------- |
| Primera División   | Universidad de Chile | Chile      | 2004-A  |
| Liga Premier       | Neftchi Baku         | Azerbaiyán | 2012-13 |
| Copa de Azerbaiyán | Neftchi Baku         | Azerbaiyán | 2012-13 |

### Distinciones individuales
| Distinción                                | Año       |
| ----------------------------------------- | --------- |
| Goleador de la Liga Premier de Azerbaiyán | 2012/2013 |